# Nagano

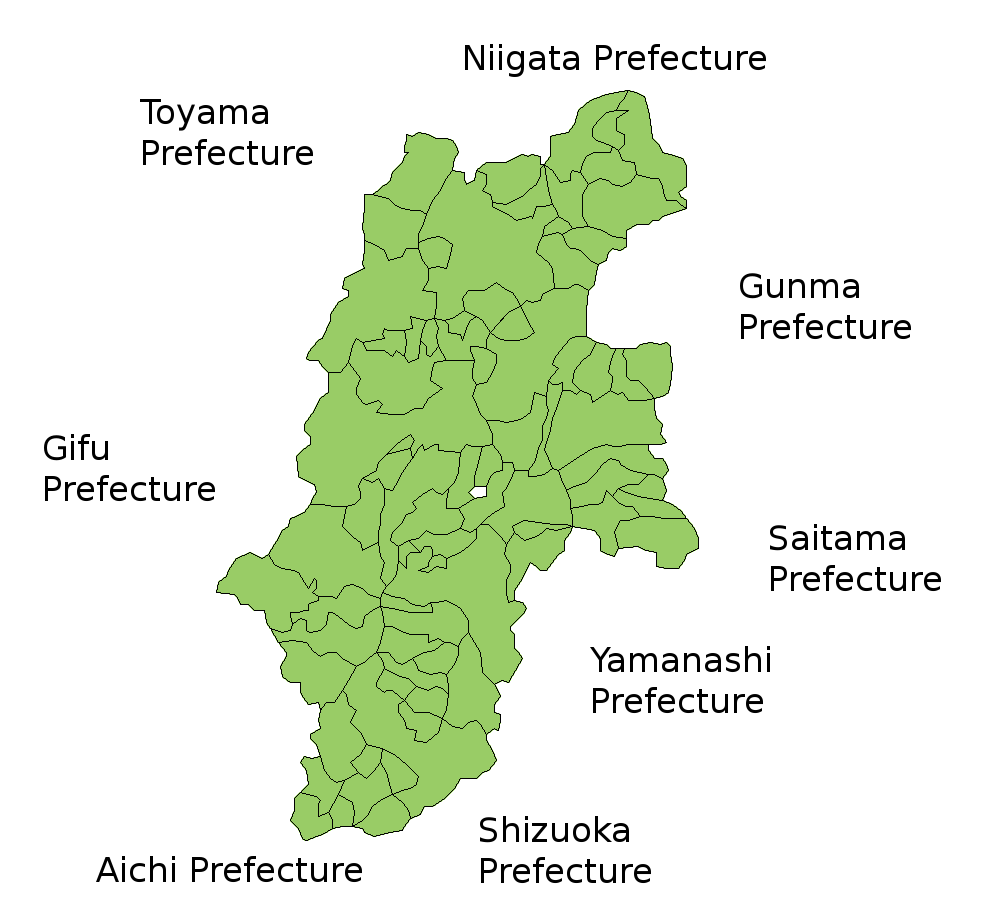
Mapa da prefeitura de Nagano

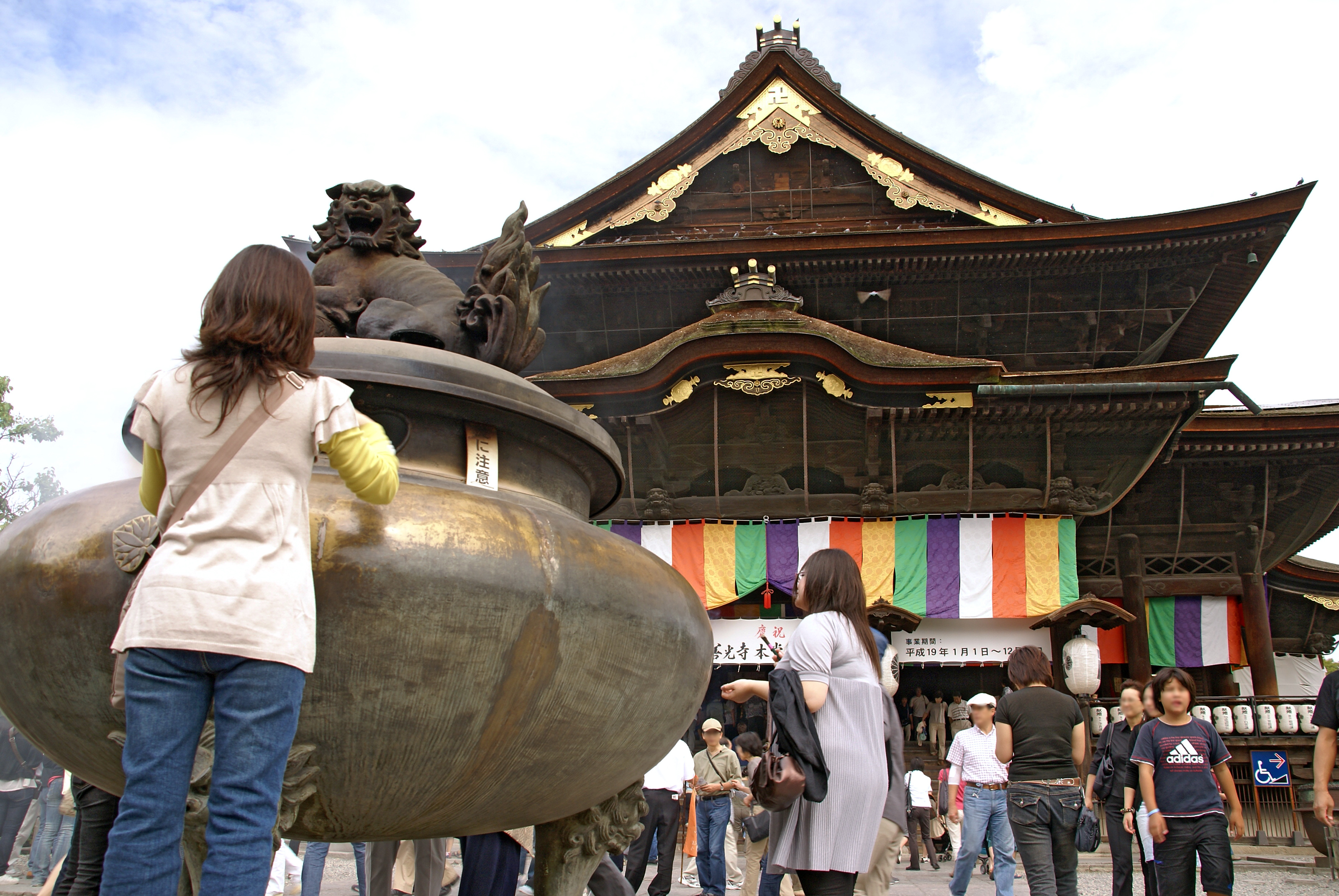
Templo Zenkoji

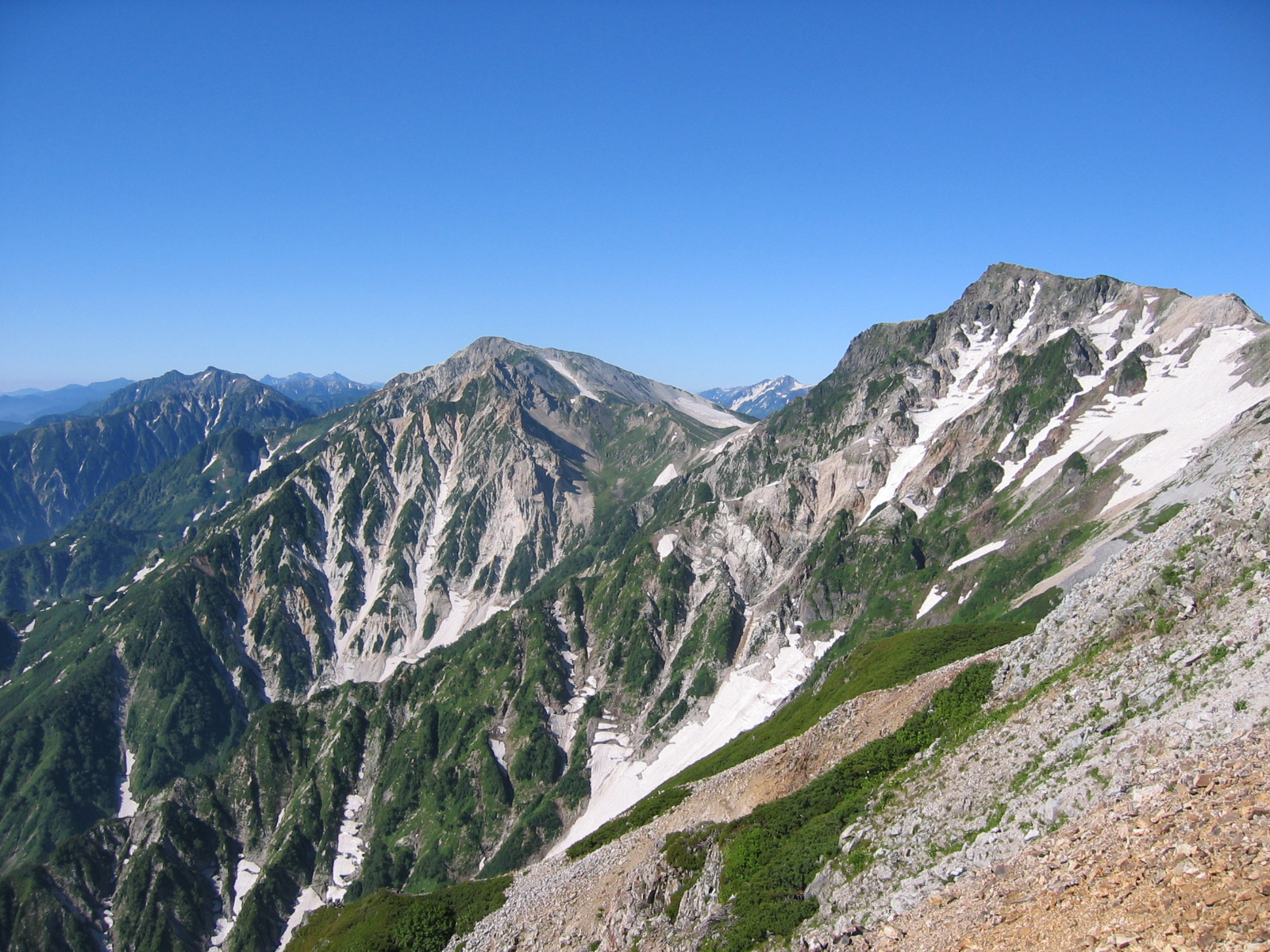
Montanhas Hida

Nagano (長野県, Nagano-ken) é uma prefeitura no litoral do Japão localizada na região de Chubu na ilha de Honshu. A capital é a cidade de Nagano.

## História
Nagano antigamente era conhecida como a província de Shinano. Essa província era dividida entre muitos daimyos locais durante o Período Sengoku.
Nagano sediou os Jogos Olímpicos de Inverno de 1998, o que deu à prefeitura reconhecimento internacional bem como uma linha de Shinkansen até Tóquio.

## Geografia
Nove das doze montanhas mais altas do Japão podem ser encontradas dentro das fronteiras da prefeitura. Nagano também a prefeitura que faz fronteira com o maior número de outras prefeituras no Japão, além de abrigar o ponto mais longe do mar de todo o território japonês. Um lago famoso da região é o Lago Kizaki, um resort de praia popular por suas atrações aquáticas e jogos.
As montanhas da prefeitura a tornaram relativamente isolada, sendo que muitas pessoas vêm para os seus resorts e onsens.

### Cidades
Em negrito, a capital da prefeitura.
| - Azumino - Chikuma - Chino - Iida - Iiyama - Ina | - Komagane - Komoro - Matsumoto - Nagano - Nakano - Okaya | - Omachi - Saku - Shiojiri - Suwa - Suzaka - Tomi - Ueda |

### Distritos
| - Distrito de Chiisagata - Distrito de Hanishina - Distrito de Higashichikuma - Distrito de Kamiina - Distrito de Kamiminochi - Distrito de Kamitakai - Distrito de Kiso | - Distrito de Kitaazumi - Distrito de Kitasaku - Distrito de Minamisaku - Distrito de Shimoina - Distrito de Shimominochi - Distrito de Shimotakai - Distrito de Suwa |

## Turismo
- Lago Kizaki
- Lago Suwa
- Monte Kirigamine
- Suwa Taisha, um dos Santuários mais antigos do Japão
- Castelo de Matsumoto, um dos tesouros nacionais japoneses.
- Um dos maiores geysers do mundo (cerca de 40 a 50 metros) em Suwa.
- Templo Zenkō-ji em Nagano

## Símbolos da prefeitura
- Bétula prateada siberiana
- Gentiana
- Lagópode-branco
- Nihon kamoshika
- Shinano no Kuni (hino da prefeitura)